# Вероніка Бокете
Вероніка Бокете Г'яданс (ісп. Verónica Boquete Giadáns; нар. 9 квітня 1987, Сантьяго-де-Компостела, Іспанія) — іспанська футболістка, яка виступала за жіночу національну збірну Іспанії з футболу. 

## Кар'єра
Свою кар'єру Вероніка Бокете розпочинала у молодіжній команді «Шувенту Агіньо» з Галісії. 
Упродовж подальшої дорослої кар'єри у професійному клубному футболі Бокете грала за п'ятнадцять різних клубів у восьми різних країнах — Іспанії,  Італії, Швеції, Франції, Німеччині, США, Росії та Китаї.
Бокете стала першою іспанською футболісткою, що виграла Лігу чемпіонів УЄФА. Вона це зробила у складі німецького «Франкфурту» в 2015 році.
З лютого 2015 року Вероніка Бокете є офіційним послом УЄФА з розвитку жіночого футболу.

## Досягнення
«Еспаньол»
- Кубок Королеви : 
  -  Володарка (2): 2009, 2010

«Баварія»
- Бундесліга :
  -  Чемпіонка (1): 2016

«Тиреше»
- Дамаллсвенскан : 
  -  Чемпіонка (1): 2012

«Баффало Флеш»
- W-лига : 
  -  Чемпіонка (1): 2010

«Франкфурт»
- Ліга чемпіонів :
  -  Переможниця (1): 2015

Збірна Іспанії (U-19)
- Жіночий чемпіонат Європи з футболу (U-19) : 
  -  Переможниця (1): 2004